# Полє (Толмин)
Полє (словен. Polje) — поселення в общині Толмин, Регіон Горишка, Словенія. Висота над рівнем моря: 584,9 м.